# Mario Delpini

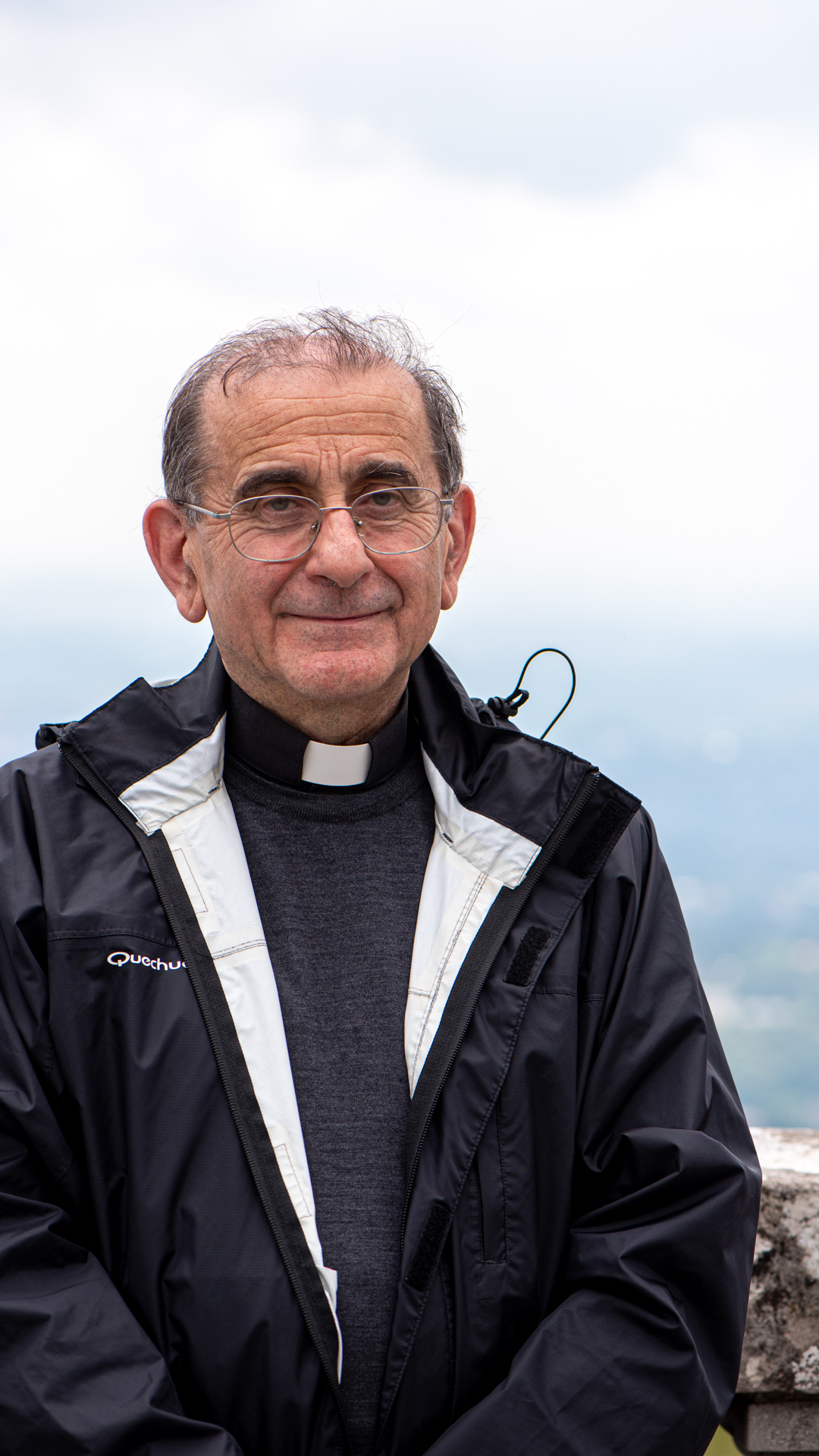
Mario Delpini (2020)

Wappen von Mario Enrico Delpini als Erzbischof von Mailand

Wappen von Mario Delpini als Weihbischof

Mario Enrico Delpini (* 29. Juli 1951 in Gallarate, Provinz Varese, Italien) ist ein italienischer römisch-katholischer Geistlicher und Erzbischof von Mailand.

## Leben
Mario Delpini, drittes von sechs Kindern der Eheleute Antonio und Rosa Delpini, trat 1967 ins Priesterseminar von Mailand ein und empfing am 7. Juni 1975 durch den Erzbischof von Mailand, Giovanni Kardinal Colombo, das Sakrament der Priesterweihe. Nachdem er ein Lizenziat in Theologie erworben hatte, wirkte er als Seminarlehrer in Mailand und Venegono Inferiore. Von 2000 bis 2006 war Delpini Rektor des Mailänder Seminars. 1998 rief er katholische Geistliche in einer Predigt auf, sich „von der Last eines gewissen Klerikalismus und einer Manager-Effizienz zu befreien“.
Am 13. Juli 2007 ernannte ihn Papst Benedikt XVI. zum Titularbischof von Stephaniacum und bestellte ihn zum Weihbischof in Mailand. Der Erzbischof von Mailand, Dionigi Kardinal Tettamanzi, spendete ihm am 23. September desselben Jahres die Bischofsweihe; Mitkonsekratoren waren der Präsident des Päpstlichen Rates für die Gesetzestexte, Kurienerzbischof Francesco Coccopalmerio, der Generalsekretär der Italienischen Bischofskonferenz, Giuseppe Betori, und der Bischof von Novara, Renato Corti, sowie der Weihbischof in Mailand, Marco Ferrari. Im selben Jahr wurde er Sekretär der lombardischen Bischofskonferenz, was er bis 2016 blieb.
Seit 2012 war er Generalvikar des Erzbistums Mailand.
Am 7. Juli 2017 ernannte ihn Papst Franziskus zum Erzbischof von Mailand. Die Amtseinführung fand am 24. September desselben Jahres in der Kathedrale der Erzdiözese statt. In der italienischen Bischofskonferenz gehört Delpini der Kommission für das geweihte Leben an.
Für internationales Aufsehen sorgte er mit einer vermeintlichen Kritik an Papst Franziskus, nachdem dieser ihn beim Konsistorium vom 27. August 2022 wiederum nicht in das Kardinalskollegium aufgenommen hatte, dem die Erzbischöfe von Mailand, einer der größten und wohlhabendsten Diözesen der Weltkirche, traditionell angehören. Den Kardinalshut hatte jedoch der Bischof von Como, Oscar Cantoni, erhalten, dessen Diözese nur ein Zehntel der benachbarten Mailänder Erzdiözese bemisst. Franziskus brach auch in vielen anderen Fällen mit der alten Tradition, bestimmte Diözesen automatisch mit dem Kardinalat zu versehen. Bei seiner Gratulationsansprache im Dom zu Como sinnierte Delpini über die Gründe und äußerte die Vermutung, der Papst glaube wohl, ein Mailänder Erzbischof müsse überlastet sein, während ein Bischof von Como nicht genug zu tun habe. Außerdem glaube man in Rom, die Aufschneider aus Mailand wüssten nicht einmal, wo Rom liege. Und drittens sei der Papst ein Fan des Klubs River Plate Buenos Aires, „der noch nie etwas gewonnen hat“. Deshalb habe er einem Bischof aus Como, einer Stadt mit einem Zweitligaverein, das Kardinalspurpur gegeben. Er selbst äußerte später dazu: „Ich wollte ein wenig witzig sein bei meinen Grußworten für einen lieben Freund, doch diese Absicht ist nicht verstanden worden.“
Im Juni 2023 leitete Delpini die Trauerfeier für Silvio Berlusconi im Dom zu Mailand.